# Лола Ларроса де Ансальдо
Лола Ларроса де Ансальдо (ісп. Lola Larrosa de Ansaldo; 1859—1895) — уругвайська письменниця та редакторка, що більшу частину життя прожила в Аргентині.

## Біографія
Народилася в Нуева-Пальмірі (Уругвай), походила зі старовинного патриціанського роду, що збіднів з політичних причин.
Після того, як родина емігрувала до Буенос-Айреса (Аргентина), Ларроса почала серйозно писати, захопившись письменництвом ще у ранньому віці. У 1876 писала для кількох журналів, зокрема «O ondina del Plata», і публікувала свої романи в Буенос-Айресі. Примітно, що вона писала для La alborada del Plata, якою керувала феміністка Хуана Мануела Горріті. Коли Горріті покинула країну під час збройного конфлікту і не змогла повернутися, аби видавати газету, вона попросила Ларроса взяти на себе посаду редакторки.
Згодом одружилася з журналістом Енріке Ансальдо і змінила ім'я на Лола Ларроса де Ансальдо. Народила сина. Після того, як чоловік втратив працездатність через психічні захворювання, взяла на себе утримання як сина, так і чоловіка.
Лола Ларроса де Ансальдо захворіла на туберкульоз і померла в 1895 у віці 36 років.

## Вибрані твори
За словами Ванеси Гуерри, авторки прологу до «Розкоші» («The Luxury») Ларроси де Ансальдо, передумовою написання роману стало життя самої авторки, на що вказує подібність героїні і автобіографії Ларроси.
«Розалія — молода жінка, яка любить одягатися, як тільки починається день, але її життя проходить на фермі невеликого уругвайського села, серед свиней та овочів. Мати, зауваживши смуток та нещастя доньки, розшукує та виявляє причину: Розалія читала книги, які вклали їй у голову певні мрії. Згодом вона спочатку спалює книги, а у фіналі твору — будинок із молодим робітником. Під час першого обміну Розалія погоджується поїхати з багатими друзями із Буенос-Айреса, щоб здійснити мрію про розкіш: в подорожі її життя буде пов'язане із красою, яку, як їй здавалося, не побачить ні оповідач, ні голоси коханих»
- Зітхання серця (1878)
- Твори Милосердя (Літературні нариси) (1882)
- Моя донька! (1888)
- Розкіш. Роман про звичаї (1889)
- Чоловіки, Новелла (1893)